# Parafia bł. ks. Jerzego Popiełuszki w Nunie
Parafia pw. Błogosławionego księdza Jerzego Popiełuszki w Nunie – parafia rzymskokatolicka, należąca do dekanatu nasielskiego, diecezji płockiej, metropolii warszawskiej. 